# Volta ao Algarve de 2020
A Volta ao Algarve de 2020 foi a 46.ª edição da prova de ciclismo de estrada Volta ao Algarve. Foi uma prova promovida à categoria UCI ProSeries e decorreu entre os dias 23 de fevereiro de 2020 sobre um percurso de 771,4 quilómetros dividido em cinco etapas, com início na cidade de Portimão e final no Lagoa.
A carreira faz parte do UCI ProSeries de 2020, calendário ciclístico mundial de segunda divisão, dentro da categoria UCI 2.pro.

## Equipas participantes
Tomaram parte na carreira 25 equipas: 12 de categoria UCI WorldTeam convidados pela organização, 5 de categoria UCI ProTeam e 8 de categoria Continental. Formaram assim um pelotão de 174 ciclistas dos que acabaram xxx. As equipas participantes foram:
| Equipes WorldTeam (12)- Astana - Ineos - CCC Team - Bora-Hansgrohe - Deceuninck-Quick Step - Groupama-FDJ - Lotto Soudal - UAE Team Emirates - Team Sunweb - Trek-Segafredo - Israel Start-Up Nation - Cofidis Equipes ProTeam (5)- Alpecin-Fenix - Caja Rural-Seguros RGA - Circus-Wanty Gobert - Uno-X Norwegian Development - Euskaltel-Euskadi Equipes Continentais (8)- W52-FC Porto - Tavira - Miranda-Mortágua - Aviludo-Louletano - Efapel - Rádio Popular-Boavista - L.A. Aluminios / L.A. Sport - Kelly-InOutBuild-UD Oliveirense |
| |

## Percorrido
A Volta ao Algarve dispôs de cinco etapas para um percurso total de 771,4 quilómetros, dividido em duas etapas de montanha, duas etapas planas e uma contrarrelógio individual.
| Etapa | Data    | Percurso                   | type                      | Distância (km) | Vencedor           | Líder geral     |
| ----- | ------- | -------------------------- | ------------------------- | -------------- | ------------------ | --------------- |
| 1     | 19 fev. | Portimão – Lagos           | etapa plana               | 195,6          | Fabio Jakobsen     | Fabio Jakobsen  |
| 2     | 20 fev. | Sagres – Foia              | alta montanha             | 183,9          | Remco Evenepoel    | Remco Evenepoel |
| 3     | 21 fev. | Faro – Tavira              | etapa plana               | 201,9          | Cees Bol           | Remco Evenepoel |
| 4     | 22 fev. | Albufeira – Alto do Malhão | média montanha            | 169,7          | Miguel Ángel López | Remco Evenepoel |
| 5     | 23 fev. | Lagoa – Lagoa              | contrarrelógio individual | 20,3           | Remco Evenepoel    | Remco Evenepoel |

## Desenvolvimento da carreira

### 1.ª etapa
| Portimão - Lagos | etapa plana | (195,6 km) |

| Classificação | Ciclista                 | Equipa | Tempo      |
| ------------- | ------------------------ | ------ | ---------- |
| 1             | Fabio Jakobsen (NED)     | DQT    | 4h 55' 37" |
| 2             | Elia Viviani (ITA)       | COF    | m.t.       |
| 3             | Matteo Trentin (ITA)     | CCC    | m.t.       |
| 4             | Alexander Kristoff (NOR) | UAE    | m.t.       |
| 5             | Jon Aberasturi (ESP)     | CJR    | m.t.       |
| 6             | Cees Bol (ALE)           | SUN    | m.t.       |
| 7             | Roger Kluge (ALE)        | LTS    | m.t.       |
| 8             | Davide Cimolai (ITA)     | ISN    | m.t.       |
| 9             | Daniel Hoelgaard (NOR)   | UTX    | m.t.       |
| 10            | Edward Theuns (BEL)      | TFS    | m.t.       |

| Classificação | Ciclista                 | Equipa | Tempo      |
| ------------- | ------------------------ | ------ | ---------- |
| 1             | Fabio Jakobsen (NED)     | DQT    | 4h 55' 37" |
| 2             | Elia Viviani (ITA)       | COF    | m.t.       |
| 3             | Matteo Trentin (ITA)     | CCC    | m.t.       |
| 4             | Alexander Kristoff (NOR) | UAE    | m.t.       |
| 5             | Jon Aberasturi (ESP)     | CJR    | m.t.       |
| 6             | Cees Bol (ALE)           | SUN    | m.t.       |
| 7             | Roger Kluge (ALE)        | LTS    | m.t.       |
| 8             | Davide Cimolai (ITA)     | ISN    | m.t.       |
| 9             | Daniel Hoelgaard (NOR)   | UTX    | m.t.       |
| 10            | Edward Theuns (BEL)      | TFS    | m.t.       |

### 2.ª etapa
| Sagres - Foia | alta montanha | (183,9 km) |

| Classificação | Ciclista                    | Equipa | Tempo      |
| ------------- | --------------------------- | ------ | ---------- |
| 1             | Remco Evenepoel (BEL)       | DQT    | 4h 46' 38" |
| 2             | Maximilian Schachmann (ALE) | BOH    | m.t.       |
| 3             | Daniel Martin (IRL)         | ISN    | 2''        |
| 4             | Rui Costa (POR)             | UAE    | m.t.       |
| 5             | Tim Wellens (BEL)           | LTS    | m.t.       |
| 6             | Miguel Ángel López (COL)    | AST    | 5''        |
| 7             | Frederico Figueiredo (POR)  | STA    | 8''        |
| 8             | Vincenzo Nibali (ITA)       | TFS    | m.t.       |
| 9             | Bauke Mollema (NED)         | TFS    | m.t.       |
| 10            | Amaro Antunes (POR)         | W52    | m.t.       |

| Classificação | Ciclista                    | Equipa | Tempo      |
| ------------- | --------------------------- | ------ | ---------- |
| 1             | Remco Evenepoel (BEL)       | DQT    | 9h 42' 15" |
| 2             | Maximilian Schachmann (ALE) | BOH    | m.t.       |
| 3             | Rui Costa (POR)             | UAE    | 2''        |
| 4             | Daniel Martin (IRL)         | ISN    | m.t.       |
| 5             | Tim Wellens (BEL)           | LTS    | m.t.       |
| 6             | Miguel Ángel López (COL)    | AST    | 5''        |
| 7             | Amaro Antunes (POR)         | W52    | 8''        |
| 8             | Vincenzo Nibali (ITA)       | TFS    | m.t.       |
| 9             | Bauke Mollema (NED)         | TFS    | m.t.       |
| 10            | Frederico Figueiredo (POR)  | STA    | m.t.       |

### 3.ª etapa
| Faro - Tavira | etapa plana | (201,9 km) |

| Classificação | Ciclista                 | Equipa | Tempo      |
| ------------- | ------------------------ | ------ | ---------- |
| 1             | Cees Bol (NED)           | SUN    | 5h 00' 51" |
| 2             | Sacha Modolo (ITA)       | AFC    | m.t.       |
| 3             | Fabio Jakobsen (NED)     | DQT    | m.t.       |
| 4             | Alexander Kristoff (NOR) | UAE    | m.t.       |
| 5             | Daniel Hoelgaard (NOR)   | UXT    | m.t.       |
| 6             | Ryan Mullen (IRL)        | TFS    | m.t.       |
| 7             | Elia Viviani (ITA)       | COF    | m.t.       |
| 8             | Roger Kluge (ALE)        | LTS    | m.t.       |
| 9             | Jon Aberasturi (ESP)     | CJR    | m.t.       |
| 10            | Tom Devriendt (BEL)      | CWG    | m.t.       |

| Classificação | Ciclista                    | Equipa | Tempo       |
| ------------- | --------------------------- | ------ | ----------- |
| 1             | Remco Evenepoel (BEL)       | DQT    | 14h 43' 06" |
| 2             | Maximilian Schachmann (ALE) | BOH    | m.t.        |
| 3             | Rui Costa (POR)             | UAE    | 2''         |
| 4             | Daniel Martin (IRL)         | ISN    | m.t.        |
| 5             | Tim Wellens (BEL)           | LTS    | m.t.        |
| 6             | Miguel Ángel López (COL)    | AST    | 5''         |
| 7             | Amaro Antunes (POR)         | W52    | 8''         |
| 8             | Vincenzo Nibali (ITA)       | TFS    | m.t.        |
| 9             | Bauke Mollema (NED)         | TFS    | m.t.        |
| 10            | Frederico Figueiredo (POR)  | STA    | m.t.        |

### 4.ª etapa
| Albufeira - Alto do Malhão | média montanha | (169,7 km) |

| Classificação | Ciclista                    | Equipa | Tempo      |
| ------------- | --------------------------- | ------ | ---------- |
| 1             | Miguel Ángel López (COL)    | AST    | 4h 16' 25" |
| 2             | Daniel Martin (IRL)         | ISN    | 2'''       |
| 3             | Remco Evenepoel (BEL)       | DQT    | 4'''       |
| 4             | Maximilian Schachmann (ALE) | BOH    | m.t.       |
| 5             | Rui Costa (POR)             | UAE    | 5''        |
| 6             | Simon Geschke (ALE)         | CCC    | 14''       |
| 7             | Amaro Antunes (POR)         | W52    | m.t.       |
| 8             | Bauke Mollema (NED)         | TFS    | m.t.       |
| 9             | Jan Polanc (SLO)            | UAE    | 19''       |
| 10            | Tim Wellens (BEL)           | LTS    | 21''       |

| Classificação | Ciclista                    | Equipa | Tempo       |
| ------------- | --------------------------- | ------ | ----------- |
| 1             | Remco Evenepoel (BEL)       | DQT    | 18h 59' 35" |
| 2             | Daniel Martin (IRL)         | ISN    | m.t.        |
| 3             | Maximilian Schachmann (ALE) | BOH    | m.t.        |
| 4             | Miguel Ángel López (COL)    | AST    | 1''         |
| 5             | Rui Costa (POR)             | UAE    | 3''         |
| 6             | Amaro Antunes (POR)         | W52    | 18''        |
| 7             | Bauke Mollema (NED)         | TFS    | m.t.        |
| 8             | Tim Wellens (BEL)           | LTS    | 19''        |
| 9             | Simon Geschke (ALE)         | CCC    | 24''        |
| 10            | Frederico Figueiredo (POR)  | STA    | 31''        |

### 5.ª etapa
| Lagoa - Lagoa | contrarrelógio individual | (20,3 km) |

| Classificação | Ciclista                    | Equipa | Tempo   |
| ------------- | --------------------------- | ------ | ------- |
| 1             | Remco Evenepoel (BEL)       | DQT    | 24' 07" |
| 2             | Rohan Dennis (AUS)          | INS    | 10'''   |
| 3             | Stefan Küng (SUI)           | GFC    | 19'''   |
| 4             | Maximilian Schachmann (ALE) | BOH    | 38''    |
| 5             | Miguel Ángel López (COL)    | AST    | m.t.    |
| 6             | Michał Kwiatkowski (POL)    | INS    | m.t.    |
| 7             | Patrick Bevin (NZL)         | CCC    | m.t.    |
| 8             | Yves Lampaert (BEL)         | DQT    | 46''    |
| 9             | Nils Politt (ALE)           | ISN    | 47''    |
| 10            | Mads Würtz (DEN)            | ISN    | 48''    |

| Classificação | Ciclista                    | Equipa | Tempo       |
| ------------- | --------------------------- | ------ | ----------- |
| 1             | Remco Evenepoel (BEL)       | DQT    | 19h 23' 41" |
| 2             | Maximilian Schachmann (ALE) | BOH    | 38''        |
| 3             | Miguel Ángel López (COL)    | AST    | 39''        |
| 4             | Rui Costa (POR)             | UAE    | 56''        |
| 5             | Tim Wellens (BEL)           | LTS    | 1' 17''     |
| 6             | Simon Geschke (ALE)         | CCC    | 1' 18''     |
| 7             | Lennard Kämna (ALE)         | BOH    | 1' 26       |
| 8             | Bauke Mollema (NED)         | TFS    | 1' 31       |
| 9             | João Almeida (POR)          | DQT    | 1' 40''     |
| 10            | Amaro Antunes (POR)         | W52    | 1' 57''     |

### Classificação da montanha
Resulto da classificação da montanha 
| Classificação | Ciclista                    | Equipa | Pontos |
| ------------- | --------------------------- | ------ | ------ |
| 1             | Dries De Bondt (BEL)        | AFC    | 17     |
| 2             | Remco Evenepoel (BEL)       | DQT    | 15     |
| 3             | Tiago Antunes (POR)         | EFP    | 14     |
| 4             | João Rodrigues (POR)        | W52    | 10     |
| 5             | Maximilian Schachmann (ALE) | BOH    | 10     |
| 6             | Daniel Martin (IRL)         | ISN    | 10     |
| 7             | Alexander Grigoriev (RUS)   | STA    | 7      |
| 8             | Miguel Ángel López (COL)    | AST    | 6      |
| 9             | Frederico Figueiredo (POR)  | STA    | 6      |
| 10            | Michael Schär (SUI)         | CCC    | 6      |

## Evolução das classificações
| Etapa                 | Vencedor              | Classificação geral | Classificação da montanha | Classificação por pontos | Classificação dos jovens    | Classificação por equipas |
| --------------------- | --------------------- | ------------------- | ------------------------- | ------------------------ | --------------------------- | ------------------------- |
| 1.ª                   | Fabio Jakobsen        | Fabio Jakobsen      | Diego Lopez Fuentes       | Fabio Jakobsen           | Juan Fernando Calle Hurtado | Israel Start-Up Nation    |
| 2.ª                   | Remco Evenepoel       | Remco Evenepoel     | Remco Evenepoel           | Fabio Jakobsen           | Remco Evenepoel             | Astana Pro Team           |
| 3.ª                   | Cees Bol              | Remco Evenepoel     | Remco Evenepoel           | Fabio Jakobsen           | Remco Evenepoel             | Astana Pro Team           |
| 4.ª                   | Miguel Ángel López    | Remco Evenepoel     | Dries De Bondt            | Fabio Jakobsen           | Remco Evenepoel             | UAE Team Emirates         |
| 5.ª                   | Remco Evenepoel       | Remco Evenepoel     | Dries De Bondt            | Fabio Jakobsen           | Remco Evenepoel             | Team INEOS                |
| Classificações finais | Classificações finais | Remco Evenepoel     | Dries De Bondt            | Fabio Jakobsen           | Remco Evenepoel             | Team INEOS                |

## Ciclistas participantes e posições finais
| Astana AST | Astana AST               | Astana AST |
| ---------- | ------------------------ | ---------- |
| Num        | Ciclista                 | Pos        |
| 1          | Miguel Ángel López (COL) | 3.         |
| 2          | Luis León Sánchez (ESP)  | NP-5       |
| 3          | Zhandos Bizhigitov (KAZ) | 117.       |
| 4          | Rodrigo Contreras (COL)  | 28.        |
| 5          | Davide Martinelli (ITA)  | 94.        |
| 6          | Yuriy Natarov (KAZ)      | 62.        |
| 7          | Harold Tejada (COL)      | 23.        |

| Bora-Hansgrohe BOH | Bora-Hansgrohe BOH                    | Bora-Hansgrohe BOH |
| ------------------ | ------------------------------------- | ------------------ |
| Num                | Ciclista                              | Pos                |
| 11                 | Jean-Pierre Drucker (LUX)             | 82.                |
| 12                 | Felix Großschartner (AUT)             | 109.               |
| 13                 | Lennard Kämna (GER)                   | 7.                 |
| 14                 | Martin Laas (EST)                     | 124.               |
| 15                 | Lukas Pöstlberger (AUT)               | 88.                |
| 16                 | Maximilian Schachmann (GER) (estrada) | 2.                 |
| 17                 | Andreas Schillinger (GER)             | 130.               |

| CCC Team CCC | CCC Team CCC               | CCC Team CCC |
| ------------ | -------------------------- | ------------ |
| Num          | Ciclista                   | Pos          |
| 21           | Greg Van Avermaet (BEL)    | 13.          |
| 22           | Matteo Trentin (ITA)       | 43.          |
| 23           | Simon Geschke (GER)        | 6.           |
| 24           | Michael Schär (SUI)        | 59.          |
| 25           | Gijs Van Hoecke (BEL)      | 63.          |
| 26           | Nathan Van Hooydonck (BEL) | 33.          |
| 27           | Patrick Bevin (NZL)        | 58.          |

| Cofidis COF | Cofidis COF                  | Cofidis COF |
| ----------- | ---------------------------- | ----------- |
| Num         | Ciclista                     | Pos         |
| 31          | Elia Viviani (ITA) (estrada) | 132.        |
| 32          | Simone Consonni (ITA)        | NP-5        |
| 33          | Mathias Le Turnier (FRA)     | 65.         |
| 34          | Luis Ángel Maté (ESP)        | 37.         |
| 35          | Marco Mathis (GER)           | 118.        |
| 36          | Fabio Sabatini (ITA)         | 157.        |
| 37          | Kenneth Vanbilsen (BEL)      | NP-1        |

| Deceuninck-Quick Step DQT | Deceuninck-Quick Step DQT      | Deceuninck-Quick Step DQT |
| ------------------------- | ------------------------------ | ------------------------- |
| Num                       | Ciclista                       | Pos                       |
| 41                        | João Almeida (POR)             | 9.                        |
| 42                        | Tim Declercq (BEL)             | 53.                       |
| 43                        | Remco Evenepoel (BEL) (CRI)    | 1.                        |
| 44                        | Fabio Jakobsen (NED) (estrada) | 131.                      |
| 45                        | Iljo Keisse (BEL)              | 137.                      |
| 46                        | Yves Lampaert (BEL)            | 75.                       |
| 47                        | Florian Sénéchal (FRA)         | 81.                       |

| Groupama-FDJ GFC | Groupama-FDJ GFC            | Groupama-FDJ GFC |
| ---------------- | --------------------------- | ---------------- |
| Num              | Ciclista                    | Pos              |
| 51               | Alexys Brunel (FRA)         | DNF-3            |
| 52               | Kevin Geniets (LUX)         | 22.              |
| 53               | Simon Guglielmi (FRA)       | 71.              |
| 54               | Stefan Küng (SUI) (estrada) | 30.              |
| 55               | Olivier Le Gac (FRA)        | 25.              |
| 56               | Tobias Ludvigsson (SWE)     | 47.              |
| 57               | Jake Stewart (GBR)          | 110.             |

| Israel Start-Up Nation ISN | Israel Start-Up Nation ISN | Israel Start-Up Nation ISN |
| -------------------------- | -------------------------- | -------------------------- |
| Num                        | Ciclista                   | Pos                        |
| 61                         | Daniel Martin (IRL)        | 11.                        |
| 62                         | Guillaume Boivin (CAN)     | 86.                        |
| 63                         | Davide Cimolai (ITA)       | 106.                       |
| 64                         | Nils Politt (GER)          | 52.                        |
| 65                         | Jenthe Biermans (BEL)      | 80.                        |
| 66                         | Reto Hollenstein (SUI)     | 69.                        |
| 67                         | Mads Würtz (DEN)           | 38.                        |

| Lotto-Soudal LTS | Lotto-Soudal LTS       | Lotto-Soudal LTS |
| ---------------- | ---------------------- | ---------------- |
| Num              | Ciclista               | Pos              |
| 71               | Jonathan Dibben (GBR)  | 127.             |
| 72               | Philippe Gilbert (BEL) | 31.              |
| 73               | Roger Kluge (GER)      | DNF-4            |
| 74               | Nikolas Maes (BEL)     | NP-5             |
| 75               | Brent Van Moer (BEL)   | 51.              |
| 77               | Tim Wellens (BEL)      | 5.               |
| 78               | Frederik Frison (BEL)  | 68.              |

| Team Ineos INS | Team Ineos INS            | Team Ineos INS |
| -------------- | ------------------------- | -------------- |
| Num            | Ciclista                  | Pos            |
| 81             | Rohan Dennis (AUS) (CRI)  | 55.            |
| 82             | Michał Kwiatkowski (POL)  | 14.            |
| 83             | Luke Rowe (GBR)           | 119.           |
| 84             | Ben Swift (GBR) (estrada) | 20.            |
| 85             | Geraint Thomas (GBR)      | 21.            |
| 86             | Dylan van Baarle (NED)    | NP-1           |
| 87             | Cameron Wurf (AUS)        | 97.            |

| Team Sunweb SUN | Team Sunweb SUN       | Team Sunweb SUN |
| --------------- | --------------------- | --------------- |
| Num             | Ciclista              | Pos             |
| 91              | Nikias Arndt (GER)    | 77.             |
| 92              | Cees Bol (NED)        | 112.            |
| 93              | Nico Denz (GER)       | 128.            |
| 94              | Nils Eekhoff (NED)    | 119.            |
| 95              | Casper Pedersen (DEN) | 64.             |
| 96              | Jasha Sütterlin (GER) | 123.            |
| 97              | Ilan Van Wilder (BEL) | 17.             |

| Trek-Segafredo TFS | Trek-Segafredo TFS    | Trek-Segafredo TFS |
| ------------------ | --------------------- | ------------------ |
| Num                | Ciclista              | Pos                |
| 101                | Koen de Kort (NED)    | NP-4               |
| 102                | Bauke Mollema (NED)   | 8.                 |
| 103                | Ryan Mullen (IRL)     | 111.               |
| 104                | Vincenzo Nibali (ITA) | 12.                |
| 105                | Antonio Nibali (ITA)  | 54.                |
| 106                | Jasper Stuyven (BEL)  | 150.               |
| 107                | Edward Theuns (BEL)   | NP-5               |

| UAE Team Emirates UAD | UAE Team Emirates UAD    | UAE Team Emirates UAD |
| --------------------- | ------------------------ | --------------------- |
| Num                   | Ciclista                 | Pos                   |
| 111                   | Mikkel Bjerg (DEN)       | 116.                  |
| 112                   | Tom Bohli (SUI)          | 143.                  |
| 113                   | Rui Costa (POR)          | 4.                    |
| 114                   | Joe Dombrowski (USA)     | 29.                   |
| 115                   | Alexander Kristoff (NOR) | 73.                   |
| 116                   | Ivo Oliveira (POR)       | 113.                  |
| 117                   | Jan Polanc (SLO)         | 15.                   |

| Alpecin-Fenix AFC | Alpecin-Fenix AFC          | Alpecin-Fenix AFC |
| ----------------- | -------------------------- | ----------------- |
| Num               | Ciclista                   | Pos               |
| 121               | Mathieu van der Poel (NED) | 45.               |
| 122               | Dries De Bondt (BEL)       | 100.              |
| 123               | Senne Leysen (BEL)         | 92.               |
| 124               | Sacha Modolo (ITA)         | 99.               |
| 126               | Kristian Sbaragli (ITA)    | 35.               |
| 127               | Otto Vergaerde (BEL)       | 67.               |

| Caja Rural-Seguros RGA CJR | Caja Rural-Seguros RGA CJR | Caja Rural-Seguros RGA CJR |
| -------------------------- | -------------------------- | -------------------------- |
| Num                        | Ciclista                   | Pos                        |
| 131                        | Jon Aberasturi (ESP)       | 104.                       |
| 132                        | David González López (ESP) | 145.                       |
| 133                        | Aritz Bagües (ESP)         | 105.                       |
| 134                        | Oier Lazkano (ESP)         | 91.                        |
| 135                        | Héctor Benito Sáez (ESP)   | 61.                        |
| 136                        | Matteo Malucelli (ITA)     | 139.                       |
| 137                        | Juan Fernando Calle (COL)  | 46.                        |

| Circus-Wanty Gobert CWG | Circus-Wanty Gobert CWG | Circus-Wanty Gobert CWG |
| ----------------------- | ----------------------- | ----------------------- |
| Num                     | Ciclista                | Pos                     |
| 141                     | Aimé De Gendt (BEL)     | 122.                    |
| 142                     | Tom Devriendt (BEL)     | 142.                    |
| 143                     | Wesley Kreder (NED)     | 151.                    |
| 144                     | Xandro Meurisse (BEL)   | 18.                     |
| 145                     | Simone Petilli (ITA)    | 36.                     |
| 146                     | Boy van Poppel (NED)    | 156.                    |
| 147                     | Danny van Poppel (NED)  | 135.                    |

| Fundación-Orbea FOR | Fundación-Orbea FOR   | Fundación-Orbea FOR |
| ------------------- | --------------------- | ------------------- |
| Num                 | Ciclista              | Pos                 |
| 151                 | Mikel Aristi (ESP)    | 144.                |
| 152                 | Antonio Angulo (ESP)  | 114.                |
| 153                 | Julen Irizar (ESP)    | 70.                 |
| 154                 | Garikoitz Bravo (ESP) | 44.                 |
| 155                 | Gotzon Martín (ESP)   | 39.                 |
| 156                 | Diego López (ESP)     | 147.                |
| 157                 | Iker Ballarin (ESP)   | 98.                 |

| Uno-X Norwegian Development UXT | Uno-X Norwegian Development UXT | Uno-X Norwegian Development UXT |
| ------------------------------- | ------------------------------- | ------------------------------- |
| Num                             | Ciclista                        | Pos                             |
| 161                             | Daniel Hoelgaard (NOR)          | 85.                             |
| 162                             | Markus Hoelgaard (NOR)          | 42.                             |
| 163                             | Anders Skaarseth (NOR)          | 78.                             |
| 164                             | Erik Nordsæter Resell (NOR)     | 87.                             |
| 165                             | Kristian Kulset (NOR)           | 120.                            |
| 166                             | Torjus Sleen (NOR)              | 27.                             |
| 167                             | Andreas Leknessund (NOR)        | 19.                             |

| Atum General-Tavira-Maria Nova Hotel ATM | Atum General-Tavira-Maria Nova Hotel ATM | Atum General-Tavira-Maria Nova Hotel ATM |
| ---------------------------------------- | ---------------------------------------- | ---------------------------------------- |
| Num                                      | Ciclista                                 | Pos                                      |
| 171                                      | Frederico Figueiredo (POR)               | 26.                                      |
| 172                                      | Alexander Grigoriev (RUS)                | 121.                                     |
| 173                                      | Álvaro Trueba (ESP)                      | 159.                                     |
| 174                                      | César Martingil (POR)                    | 148.                                     |
| 175                                      | Alejandro Marque (ESP)                   | 24.                                      |
| 176                                      | David Livramento (POR)                   | 161.                                     |
| 177                                      | Valter Pereira (POR)                     |                                          |

| Aviludo-Louletano AVL | Aviludo-Louletano AVL          | Aviludo-Louletano AVL |
| --------------------- | ------------------------------ | --------------------- |
| Num                   | Ciclista                       | Pos                   |
| 181                   | Vicente García de Mateos (ESP) | 16.                   |
| 182                   | Nuno Meireles (POR)            | 155.                  |
| 183                   | David de la Fuente (ESP)       | 108.                  |
| 184                   | João Matias (POR)              | DNF-2                 |
| 185                   | Jesús del Pino (ESP)           | 134.                  |
| 186                   | André Evangelista (POR)        | HD-5                  |
| 187                   | Óscar Hernández (ESP)          | 76.                   |

| Efapel EFP | Efapel EFP            | Efapel EFP |
| ---------- | --------------------- | ---------- |
| Num        | Ciclista              | Pos        |
| 191        | Sérgio Paulinho (POR) | 146.       |
| 192        | Luís Mendonça (POR)   | 60.        |
| 193        | Tiago Machado (POR)   | 49.        |
| 194        | Tiago Antunes (POR)   | 140.       |
| 195        | Pedro Paulinho (POR)  | DNF-4      |
| 196        | Nicolás Sáenz (COL)   | 57.        |
| 197        | Gerard Armillas (ESP) | 125.       |

| Kelly-Simoldes-UDO KSU | Kelly-Simoldes-UDO KSU  | Kelly-Simoldes-UDO KSU |
| ---------------------- | ----------------------- | ---------------------- |
| Num                    | Ciclista                | Pos                    |
| 201                    | Henrique Casimiro (POR) | 66.                    |
| 202                    | Luís Gomes (POR)        | 40.                    |

| sem equipe ___ | sem equipe ___            | sem equipe ___ |
| -------------- | ------------------------- | -------------- |
| Num            | Ciclista                  | Pos            |
| 203            | Venceslau Fernandes (POR) | 129.           |

| Kelly-Simoldes-UDO KSU | Kelly-Simoldes-UDO KSU   | Kelly-Simoldes-UDO KSU |
| ---------------------- | ------------------------ | ---------------------- |
| Num                    | Ciclista                 | Pos                    |
| 204                    | Rafael Lourenço (POR)    | 72.                    |
| 205                    | Pedro Miguel Lopes (POR) | 102.                   |
| 206                    | Fabio Costa (POR)        | 133.                   |
| 207                    | Pedro José Lopes (POR)   | 158.                   |

| LA Alumínios-LA Sport LAA | LA Alumínios-LA Sport LAA | LA Alumínios-LA Sport LAA |
| ------------------------- | ------------------------- | ------------------------- |
| Num                       | Ciclista                  | Pos                       |
| 211                       | Emanuel Duarte (POR)      | 136.                      |
| 212                       | Gonçalo Leaça (POR)       | 107.                      |
| 213                       | André Ramalho (POR)       | 91.                       |
| 214                       | David Ribeiro (POR)       | 149.                      |
| 215                       | Marvin Scheulen (POR)     | 120.                      |
| 216                       | Bruno Silva (POR)         | 138.                      |
| 217                       | Miguel Salgueiro (POR)    | 154.                      |

| Miranda-Mortágua MIR | Miranda-Mortágua MIR          | Miranda-Mortágua MIR |
| -------------------- | ----------------------------- | -------------------- |
| Num                  | Ciclista                      | Pos                  |
| 221                  | Hugo Sancho (POR)             | 103.                 |
| 222                  | Gaspar Gonçalves (POR)        | 89.                  |
| 223                  | Daniel Freitas (POR)          | 96.                  |
| 224                  | Joaquim Silva (POR)           | 50.                  |
| 225                  | João Barbosa (POR)            | 153.                 |
| 226                  | Ángel Sánchez Rebollido (ESP) | 115.                 |
| 227                  | Leangel Linarez (VEN)         | 160.                 |

| Rádio Popular-Boavista RPB | Rádio Popular-Boavista RPB  | Rádio Popular-Boavista RPB |
| -------------------------- | --------------------------- | -------------------------- |
| Num                        | Ciclista                    | Pos                        |
| 231                        | Alberto Gallego (ESP)       | 41.                        |
| 232                        | João Benta (POR)            | 83.                        |
| 233                        | Gonçalo Carvalho (POR)      | 95.                        |
| 234                        | Afonso Silva (POR)          | 101.                       |
| 235                        | Luís Felipe Fernandes (POR) | 32.                        |
| 236                        | Hugo Nunes (POR)            | 74.                        |
| 237                        | David Rodrigues (POR)       | 90.                        |

| W52-FC Porto W52 | W52-FC Porto W52      | W52-FC Porto W52 |
| ---------------- | --------------------- | ---------------- |
| Num              | Ciclista              | Pos              |
| 241              | Amaro Antunes (POR)   | 10.              |
| 242              | Ricardo Mestre (POR)  | 79.              |
| 243              | Daniel Mestre (POR)   | 56.              |
| 244              | Jorge Magalhães (POR) | 152.             |
| 245              | Edgar Pinto (POR)     | 34.              |
| 246              | João Rodrigues (POR)  | 48.              |
| 247              | Samuel Caldeira (POR) | 84.              |

| Astana AST | Astana AST               | Astana AST |
| ---------- | ------------------------ | ---------- |
| Num        | Ciclista                 | Pos        |
| 1          | Miguel Ángel López (COL) | 3.         |
| 2          | Luis León Sánchez (ESP)  | NP-5       |
| 3          | Zhandos Bizhigitov (KAZ) | 117.       |
| 4          | Rodrigo Contreras (COL)  | 28.        |
| 5          | Davide Martinelli (ITA)  | 94.        |
| 6          | Yuriy Natarov (KAZ)      | 62.        |
| 7          | Harold Tejada (COL)      | 23.        |

| Bora-Hansgrohe BOH | Bora-Hansgrohe BOH                    | Bora-Hansgrohe BOH |
| ------------------ | ------------------------------------- | ------------------ |
| Num                | Ciclista                              | Pos                |
| 11                 | Jean-Pierre Drucker (LUX)             | 82.                |
| 12                 | Felix Großschartner (AUT)             | 109.               |
| 13                 | Lennard Kämna (GER)                   | 7.                 |
| 14                 | Martin Laas (EST)                     | 124.               |
| 15                 | Lukas Pöstlberger (AUT)               | 88.                |
| 16                 | Maximilian Schachmann (GER) (estrada) | 2.                 |
| 17                 | Andreas Schillinger (GER)             | 130.               |

| CCC Team CCC | CCC Team CCC               | CCC Team CCC |
| ------------ | -------------------------- | ------------ |
| Num          | Ciclista                   | Pos          |
| 21           | Greg Van Avermaet (BEL)    | 13.          |
| 22           | Matteo Trentin (ITA)       | 43.          |
| 23           | Simon Geschke (GER)        | 6.           |
| 24           | Michael Schär (SUI)        | 59.          |
| 25           | Gijs Van Hoecke (BEL)      | 63.          |
| 26           | Nathan Van Hooydonck (BEL) | 33.          |
| 27           | Patrick Bevin (NZL)        | 58.          |

| Cofidis COF | Cofidis COF                  | Cofidis COF |
| ----------- | ---------------------------- | ----------- |
| Num         | Ciclista                     | Pos         |
| 31          | Elia Viviani (ITA) (estrada) | 132.        |
| 32          | Simone Consonni (ITA)        | NP-5        |
| 33          | Mathias Le Turnier (FRA)     | 65.         |
| 34          | Luis Ángel Maté (ESP)        | 37.         |
| 35          | Marco Mathis (GER)           | 118.        |
| 36          | Fabio Sabatini (ITA)         | 157.        |
| 37          | Kenneth Vanbilsen (BEL)      | NP-1        |

| Deceuninck-Quick Step DQT | Deceuninck-Quick Step DQT      | Deceuninck-Quick Step DQT |
| ------------------------- | ------------------------------ | ------------------------- |
| Num                       | Ciclista                       | Pos                       |
| 41                        | João Almeida (POR)             | 9.                        |
| 42                        | Tim Declercq (BEL)             | 53.                       |
| 43                        | Remco Evenepoel (BEL) (CRI)    | 1.                        |
| 44                        | Fabio Jakobsen (NED) (estrada) | 131.                      |
| 45                        | Iljo Keisse (BEL)              | 137.                      |
| 46                        | Yves Lampaert (BEL)            | 75.                       |
| 47                        | Florian Sénéchal (FRA)         | 81.                       |

| Groupama-FDJ GFC | Groupama-FDJ GFC            | Groupama-FDJ GFC |
| ---------------- | --------------------------- | ---------------- |
| Num              | Ciclista                    | Pos              |
| 51               | Alexys Brunel (FRA)         | DNF-3            |
| 52               | Kevin Geniets (LUX)         | 22.              |
| 53               | Simon Guglielmi (FRA)       | 71.              |
| 54               | Stefan Küng (SUI) (estrada) | 30.              |
| 55               | Olivier Le Gac (FRA)        | 25.              |
| 56               | Tobias Ludvigsson (SWE)     | 47.              |
| 57               | Jake Stewart (GBR)          | 110.             |

| Israel Start-Up Nation ISN | Israel Start-Up Nation ISN | Israel Start-Up Nation ISN |
| -------------------------- | -------------------------- | -------------------------- |
| Num                        | Ciclista                   | Pos                        |
| 61                         | Daniel Martin (IRL)        | 11.                        |
| 62                         | Guillaume Boivin (CAN)     | 86.                        |
| 63                         | Davide Cimolai (ITA)       | 106.                       |
| 64                         | Nils Politt (GER)          | 52.                        |
| 65                         | Jenthe Biermans (BEL)      | 80.                        |
| 66                         | Reto Hollenstein (SUI)     | 69.                        |
| 67                         | Mads Würtz (DEN)           | 38.                        |

| Lotto-Soudal LTS | Lotto-Soudal LTS       | Lotto-Soudal LTS |
| ---------------- | ---------------------- | ---------------- |
| Num              | Ciclista               | Pos              |
| 71               | Jonathan Dibben (GBR)  | 127.             |
| 72               | Philippe Gilbert (BEL) | 31.              |
| 73               | Roger Kluge (GER)      | DNF-4            |
| 74               | Nikolas Maes (BEL)     | NP-5             |
| 75               | Brent Van Moer (BEL)   | 51.              |
| 77               | Tim Wellens (BEL)      | 5.               |
| 78               | Frederik Frison (BEL)  | 68.              |

| Team Ineos INS | Team Ineos INS            | Team Ineos INS |
| -------------- | ------------------------- | -------------- |
| Num            | Ciclista                  | Pos            |
| 81             | Rohan Dennis (AUS) (CRI)  | 55.            |
| 82             | Michał Kwiatkowski (POL)  | 14.            |
| 83             | Luke Rowe (GBR)           | 119.           |
| 84             | Ben Swift (GBR) (estrada) | 20.            |
| 85             | Geraint Thomas (GBR)      | 21.            |
| 86             | Dylan van Baarle (NED)    | NP-1           |
| 87             | Cameron Wurf (AUS)        | 97.            |

| Team Sunweb SUN | Team Sunweb SUN       | Team Sunweb SUN |
| --------------- | --------------------- | --------------- |
| Num             | Ciclista              | Pos             |
| 91              | Nikias Arndt (GER)    | 77.             |
| 92              | Cees Bol (NED)        | 112.            |
| 93              | Nico Denz (GER)       | 128.            |
| 94              | Nils Eekhoff (NED)    | 119.            |
| 95              | Casper Pedersen (DEN) | 64.             |
| 96              | Jasha Sütterlin (GER) | 123.            |
| 97              | Ilan Van Wilder (BEL) | 17.             |

| Trek-Segafredo TFS | Trek-Segafredo TFS    | Trek-Segafredo TFS |
| ------------------ | --------------------- | ------------------ |
| Num                | Ciclista              | Pos                |
| 101                | Koen de Kort (NED)    | NP-4               |
| 102                | Bauke Mollema (NED)   | 8.                 |
| 103                | Ryan Mullen (IRL)     | 111.               |
| 104                | Vincenzo Nibali (ITA) | 12.                |
| 105                | Antonio Nibali (ITA)  | 54.                |
| 106                | Jasper Stuyven (BEL)  | 150.               |
| 107                | Edward Theuns (BEL)   | NP-5               |

| UAE Team Emirates UAD | UAE Team Emirates UAD    | UAE Team Emirates UAD |
| --------------------- | ------------------------ | --------------------- |
| Num                   | Ciclista                 | Pos                   |
| 111                   | Mikkel Bjerg (DEN)       | 116.                  |
| 112                   | Tom Bohli (SUI)          | 143.                  |
| 113                   | Rui Costa (POR)          | 4.                    |
| 114                   | Joe Dombrowski (USA)     | 29.                   |
| 115                   | Alexander Kristoff (NOR) | 73.                   |
| 116                   | Ivo Oliveira (POR)       | 113.                  |
| 117                   | Jan Polanc (SLO)         | 15.                   |

| Alpecin-Fenix AFC | Alpecin-Fenix AFC          | Alpecin-Fenix AFC |
| ----------------- | -------------------------- | ----------------- |
| Num               | Ciclista                   | Pos               |
| 121               | Mathieu van der Poel (NED) | 45.               |
| 122               | Dries De Bondt (BEL)       | 100.              |
| 123               | Senne Leysen (BEL)         | 92.               |
| 124               | Sacha Modolo (ITA)         | 99.               |
| 126               | Kristian Sbaragli (ITA)    | 35.               |
| 127               | Otto Vergaerde (BEL)       | 67.               |

| Caja Rural-Seguros RGA CJR | Caja Rural-Seguros RGA CJR | Caja Rural-Seguros RGA CJR |
| -------------------------- | -------------------------- | -------------------------- |
| Num                        | Ciclista                   | Pos                        |
| 131                        | Jon Aberasturi (ESP)       | 104.                       |
| 132                        | David González López (ESP) | 145.                       |
| 133                        | Aritz Bagües (ESP)         | 105.                       |
| 134                        | Oier Lazkano (ESP)         | 91.                        |
| 135                        | Héctor Benito Sáez (ESP)   | 61.                        |
| 136                        | Matteo Malucelli (ITA)     | 139.                       |
| 137                        | Juan Fernando Calle (COL)  | 46.                        |

| Circus-Wanty Gobert CWG | Circus-Wanty Gobert CWG | Circus-Wanty Gobert CWG |
| ----------------------- | ----------------------- | ----------------------- |
| Num                     | Ciclista                | Pos                     |
| 141                     | Aimé De Gendt (BEL)     | 122.                    |
| 142                     | Tom Devriendt (BEL)     | 142.                    |
| 143                     | Wesley Kreder (NED)     | 151.                    |
| 144                     | Xandro Meurisse (BEL)   | 18.                     |
| 145                     | Simone Petilli (ITA)    | 36.                     |
| 146                     | Boy van Poppel (NED)    | 156.                    |
| 147                     | Danny van Poppel (NED)  | 135.                    |

| Fundación-Orbea FOR | Fundación-Orbea FOR   | Fundación-Orbea FOR |
| ------------------- | --------------------- | ------------------- |
| Num                 | Ciclista              | Pos                 |
| 151                 | Mikel Aristi (ESP)    | 144.                |
| 152                 | Antonio Angulo (ESP)  | 114.                |
| 153                 | Julen Irizar (ESP)    | 70.                 |
| 154                 | Garikoitz Bravo (ESP) | 44.                 |
| 155                 | Gotzon Martín (ESP)   | 39.                 |
| 156                 | Diego López (ESP)     | 147.                |
| 157                 | Iker Ballarin (ESP)   | 98.                 |

| Uno-X Norwegian Development UXT | Uno-X Norwegian Development UXT | Uno-X Norwegian Development UXT |
| ------------------------------- | ------------------------------- | ------------------------------- |
| Num                             | Ciclista                        | Pos                             |
| 161                             | Daniel Hoelgaard (NOR)          | 85.                             |
| 162                             | Markus Hoelgaard (NOR)          | 42.                             |
| 163                             | Anders Skaarseth (NOR)          | 78.                             |
| 164                             | Erik Nordsæter Resell (NOR)     | 87.                             |
| 165                             | Kristian Kulset (NOR)           | 120.                            |
| 166                             | Torjus Sleen (NOR)              | 27.                             |
| 167                             | Andreas Leknessund (NOR)        | 19.                             |

| Atum General-Tavira-Maria Nova Hotel ATM | Atum General-Tavira-Maria Nova Hotel ATM | Atum General-Tavira-Maria Nova Hotel ATM |
| ---------------------------------------- | ---------------------------------------- | ---------------------------------------- |
| Num                                      | Ciclista                                 | Pos                                      |
| 171                                      | Frederico Figueiredo (POR)               | 26.                                      |
| 172                                      | Alexander Grigoriev (RUS)                | 121.                                     |
| 173                                      | Álvaro Trueba (ESP)                      | 159.                                     |
| 174                                      | César Martingil (POR)                    | 148.                                     |
| 175                                      | Alejandro Marque (ESP)                   | 24.                                      |
| 176                                      | David Livramento (POR)                   | 161.                                     |
| 177                                      | Valter Pereira (POR)                     |                                          |

| Aviludo-Louletano AVL | Aviludo-Louletano AVL          | Aviludo-Louletano AVL |
| --------------------- | ------------------------------ | --------------------- |
| Num                   | Ciclista                       | Pos                   |
| 181                   | Vicente García de Mateos (ESP) | 16.                   |
| 182                   | Nuno Meireles (POR)            | 155.                  |
| 183                   | David de la Fuente (ESP)       | 108.                  |
| 184                   | João Matias (POR)              | DNF-2                 |
| 185                   | Jesús del Pino (ESP)           | 134.                  |
| 186                   | André Evangelista (POR)        | HD-5                  |
| 187                   | Óscar Hernández (ESP)          | 76.                   |

| Efapel EFP | Efapel EFP            | Efapel EFP |
| ---------- | --------------------- | ---------- |
| Num        | Ciclista              | Pos        |
| 191        | Sérgio Paulinho (POR) | 146.       |
| 192        | Luís Mendonça (POR)   | 60.        |
| 193        | Tiago Machado (POR)   | 49.        |
| 194        | Tiago Antunes (POR)   | 140.       |
| 195        | Pedro Paulinho (POR)  | DNF-4      |
| 196        | Nicolás Sáenz (COL)   | 57.        |
| 197        | Gerard Armillas (ESP) | 125.       |

| Kelly-Simoldes-UDO KSU | Kelly-Simoldes-UDO KSU  | Kelly-Simoldes-UDO KSU |
| ---------------------- | ----------------------- | ---------------------- |
| Num                    | Ciclista                | Pos                    |
| 201                    | Henrique Casimiro (POR) | 66.                    |
| 202                    | Luís Gomes (POR)        | 40.                    |

| sem equipe ___ | sem equipe ___            | sem equipe ___ |
| -------------- | ------------------------- | -------------- |
| Num            | Ciclista                  | Pos            |
| 203            | Venceslau Fernandes (POR) | 129.           |

| Kelly-Simoldes-UDO KSU | Kelly-Simoldes-UDO KSU   | Kelly-Simoldes-UDO KSU |
| ---------------------- | ------------------------ | ---------------------- |
| Num                    | Ciclista                 | Pos                    |
| 204                    | Rafael Lourenço (POR)    | 72.                    |
| 205                    | Pedro Miguel Lopes (POR) | 102.                   |
| 206                    | Fabio Costa (POR)        | 133.                   |
| 207                    | Pedro José Lopes (POR)   | 158.                   |

| LA Alumínios-LA Sport LAA | LA Alumínios-LA Sport LAA | LA Alumínios-LA Sport LAA |
| ------------------------- | ------------------------- | ------------------------- |
| Num                       | Ciclista                  | Pos                       |
| 211                       | Emanuel Duarte (POR)      | 136.                      |
| 212                       | Gonçalo Leaça (POR)       | 107.                      |
| 213                       | André Ramalho (POR)       | 91.                       |
| 214                       | David Ribeiro (POR)       | 149.                      |
| 215                       | Marvin Scheulen (POR)     | 120.                      |
| 216                       | Bruno Silva (POR)         | 138.                      |
| 217                       | Miguel Salgueiro (POR)    | 154.                      |

| Miranda-Mortágua MIR | Miranda-Mortágua MIR          | Miranda-Mortágua MIR |
| -------------------- | ----------------------------- | -------------------- |
| Num                  | Ciclista                      | Pos                  |
| 221                  | Hugo Sancho (POR)             | 103.                 |
| 222                  | Gaspar Gonçalves (POR)        | 89.                  |
| 223                  | Daniel Freitas (POR)          | 96.                  |
| 224                  | Joaquim Silva (POR)           | 50.                  |
| 225                  | João Barbosa (POR)            | 153.                 |
| 226                  | Ángel Sánchez Rebollido (ESP) | 115.                 |
| 227                  | Leangel Linarez (VEN)         | 160.                 |

| Rádio Popular-Boavista RPB | Rádio Popular-Boavista RPB  | Rádio Popular-Boavista RPB |
| -------------------------- | --------------------------- | -------------------------- |
| Num                        | Ciclista                    | Pos                        |
| 231                        | Alberto Gallego (ESP)       | 41.                        |
| 232                        | João Benta (POR)            | 83.                        |
| 233                        | Gonçalo Carvalho (POR)      | 95.                        |
| 234                        | Afonso Silva (POR)          | 101.                       |
| 235                        | Luís Felipe Fernandes (POR) | 32.                        |
| 236                        | Hugo Nunes (POR)            | 74.                        |
| 237                        | David Rodrigues (POR)       | 90.                        |

| W52-FC Porto W52 | W52-FC Porto W52      | W52-FC Porto W52 |
| ---------------- | --------------------- | ---------------- |
| Num              | Ciclista              | Pos              |
| 241              | Amaro Antunes (POR)   | 10.              |
| 242              | Ricardo Mestre (POR)  | 79.              |
| 243              | Daniel Mestre (POR)   | 56.              |
| 244              | Jorge Magalhães (POR) | 152.             |
| 245              | Edgar Pinto (POR)     | 34.              |
| 246              | João Rodrigues (POR)  | 48.              |
| 247              | Samuel Caldeira (POR) | 84.              |

Convenções:
- AB-N: Abandono na etapa "N"
- FLT-N: Retiro por chegada fora do limite de tempo na etapa "N"
- NTS-N: Não tomou a saída para a etapa "N"
- DES-N: Desclassificado ou expulsado na etapa "N"

## UCI World Ranking
A Volta ao Algarve outorgará pontos para o UCI World Ranking para corredores das equipas nas categorias UCI WorldTeam, UCI ProTeam e Continental. As seguintes tabelas mostram o barómetro de pontuação e os 10 corredores que obtiveram mais pontos:
| Posição             | 1.º | 2.º | 3.º | 4.º | 5.º | 6.º | 7.º | 8.º | 9.º | 10.º | 11.º | 12.º | 13.º | 14.º | 15.º | 16.º-30.º | 31.º-40.º |
| Classificação geral | 200 | 150 | 125 | 100 | 85  | 70  | 60  | 50  | 40  | 35   | 30   | 25   | 20   | 15   | 10   | 5         | 3         |
| Por etapa           | 20  | 10  | 5   |     |     |     |     |     |     |      |      |      |      |      |      |           |           |
| Líder               | 5   |     |     |     |     |     |     |     |     |      |      |      |      |      |      |           |           |

| Classificação |          |        |       |       |       |       |
| Posição       | Ciclista | Equipa | Geral | Etapa | Líder | Total |
| ------------- | -------- | ------ | ----- | ----- | ----- | ----- |
| 1.º           |          |        | 200   |       |       |       |
| 2.º           |          |        | 150   |       |       |       |
| 3.º           |          |        | 125   |       |       |       |
| 4.º           |          |        | 100   |       |       |       |
| 5.º           |          |        | 85    |       |       |       |
| 6.º           |          |        | 70    |       |       |       |
| 7.º           |          |        | 60    |       |       |       |
| 8.º           |          |        | 50    |       |       |       |
| 9.º           |          |        | 40    |       |       |       |
| 10.º          |          |        | 35    |       |       |       |